# Кагальницький юрт
Кагальницький юрт — юрт у складі Черкаського округу області Війська Донського.
Кагальницька станиця тепер є адміністративним центром Кагальницького району; решта земель юрту розташована коло Кагальницької станиці у Кагальницькому районі та на заході Зерноградського району.
До юрту належали поселення (з даними на 1859 рік):
- Кагальницька — козацька станиця положена над річкою Канальник за 70 верст від Новочеркаська; 360 дворових господарств; 2126 осіб (1035 чоловіків й 1091 жінок); православна церква; поштова станція; 3 ярмарки;
- Селівановський — власницьке поселення положене над річкою Мечетка за 71 верстою від Новочеркаська; 13 дворових господарств; 113 осіб (44 чоловіків й 69 жінок);
- Сербіновський — власницьке поселення положене над річкою Кагальник за 71 верстою від Новочеркаська; 5 дворових господарств; 33 осіб (17 чоловіків й 16 жінок);
- Гордієвський — власницьке поселення положене над річкою Кагальник за 71 верстою від Новочеркаська; 3 дворових господарств; 21 осіб (14 чоловіків й 7 жінок);
- Протопоповський — власницьке поселення положене над річкою Мечетка за 90 верстою від Новочеркаська; 5 дворових господарств; 19 осіб (10 чоловіків й 9 жінок);
- Борисовський — власницьке поселення положене над річкою Кагальник за 71 верстою від Новочеркаська; 2 дворових господарств; 14 осіб (5 чоловіків й 9 жінок).

За даними на 1873 рік у Кагальницькому юрті було 673 дворових садиб й 36 недворових садиб; мешкало 4052 осіб (1958 чоловіків й 2094 жінок). Тоді до складу Кагальницького юрту відносилися:
- Кагальницька станиця положена над річкою Кагальник у 70 верстах від Новочеркаська й у 0,5 версти від Кагальницької поштової станції мала 646 дворових садиб й 35 недворових садиб; 3838 осіб (1844 чоловіків й 1994 жінки);
- Протопоповський хутір був положений над річкою Мечетка налічував 26 дворових садиб; 187 осіб (93 чоловіків й 94 жінки);
- хутір Кагальницької поштової станції був положений над річкою Кагальник у 70 верстах від Новочеркаська налічував 1 дворову садибу й 1 бездворову садибу; 27 осіб (21 чоловіків й 6 жінок).

Кагальницька станиця є адміністративним центром сучасного Кагальницького району. У сучасному Кагальницькому районі розташовані поселення: Селівановський хутір - тепер Двуріччя;  Сербіновський хутір - тепер не існує, місцевість хутора знаходиться на західному краю Кагальницької над правим берегом Кагальника. У сучасному Зерноградському районі між Мечетинською й Кам'яним над річкою Мечетинка був розташований Протопопівський хутір, що тепер не існує. 